# Клещёвка (Ивановская область)
Клещёвка — деревня в Шуйском районе Ивановской области. Входит в состав Остаповского сельского поселения.

## География
Находится в южной части Ивановской области на расстоянии приблизительно 4 км на юг по прямой от районного центра города Шуя.

## История
Деревня была отмечена на карте 1840 года. В 1859 году здесь (тогда деревня в составе Шуйского уезда Владимирской губернии) было учтено 4 двора.

## Население
Постоянное население составляло 25 человек (1859 год), 84 в 2002 году (русские 91 %), 143 в 2010.